# Gare de Crèvecœur-le-Grand
La gare de Crèvecœur-le-Grand est une gare ferroviaire française, fermée au service public, mais qui devient en 2016 l'origine d'un train touristique, située sur la commune de Crèvecœur-le-Grand (Oise).
Elle était desservie par deux lignes : la ligne d'intérêt général Beauvais - Amiens, et la ligne de chemin de fer d'intérêt local à voie métrique Estrées-Saint-Denis - Froissy - Crèvecœur-le-Grand

## Situation ferroviaire

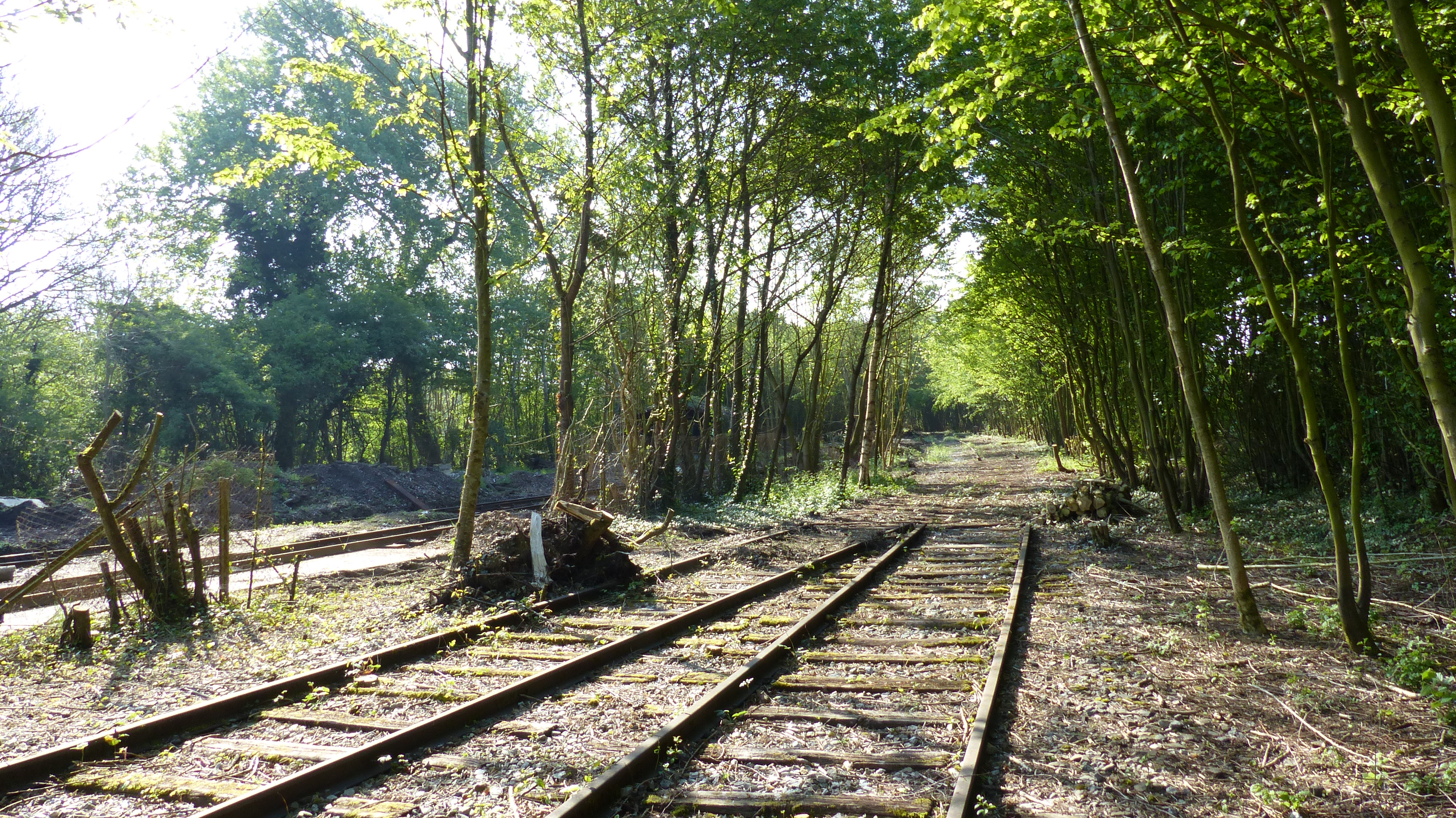
La gare en 2014 : au premier plan le début de l'évitement de la gare sur la ligne Saint-Omer-en-Chaussée – Vers à voie normale.
Au second plan, les nouvelles voies métriques du futur chemin de fer touristique

La gare de Crèvecœur-le-Grand était située  au point kilométrique 106,240 de la ligne de Saint-Omer-en-Chaussée à Vers (liaison Beauvais - Amiens), entre les points d'arrêt d'Auchy-la-Montagne et du Gallet-Catheux.
Elle était le terminus de celle d'Estrée-Saint-Denis, ligne de chemin de fer secondaire à voie métrique du réseau des chemins de fer départementaux de l'Oise.

## Histoire

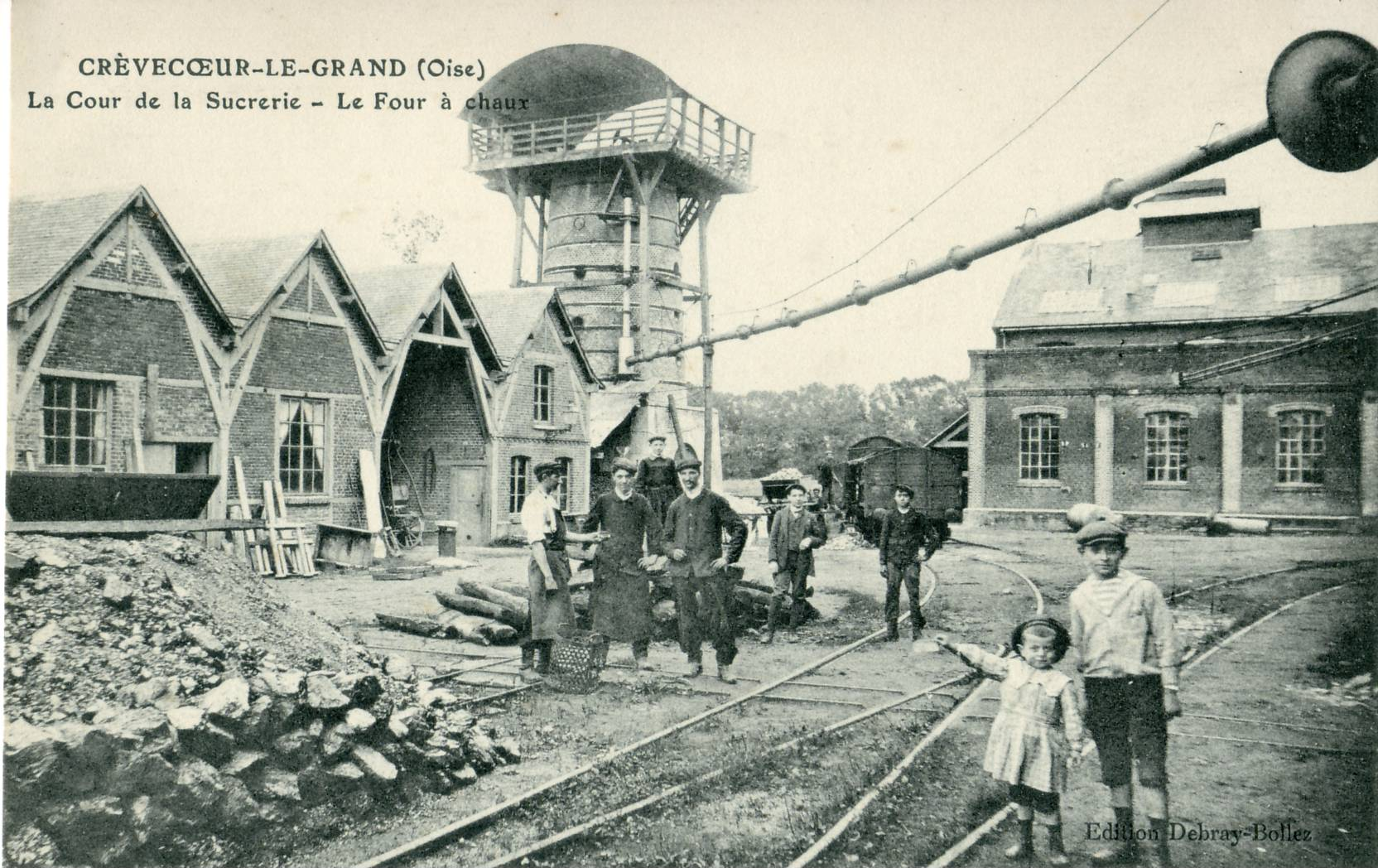
La sucrerie Dufour avait fait réaliser en 1877 un embranchement particulier de 820 m., à voie normale, pour la desservir depuis la gare de Crèvecœur-le-Grand. Il commençait au nord de la gare, contournait la place de la gare et s'engageait ensuite en site propre pour rejoindre l'entreprise. L'embranchement sera désactivé et déposé vers les années 1950.
Son tracé est encore clairement visible sur les photos aériennes actuelles.

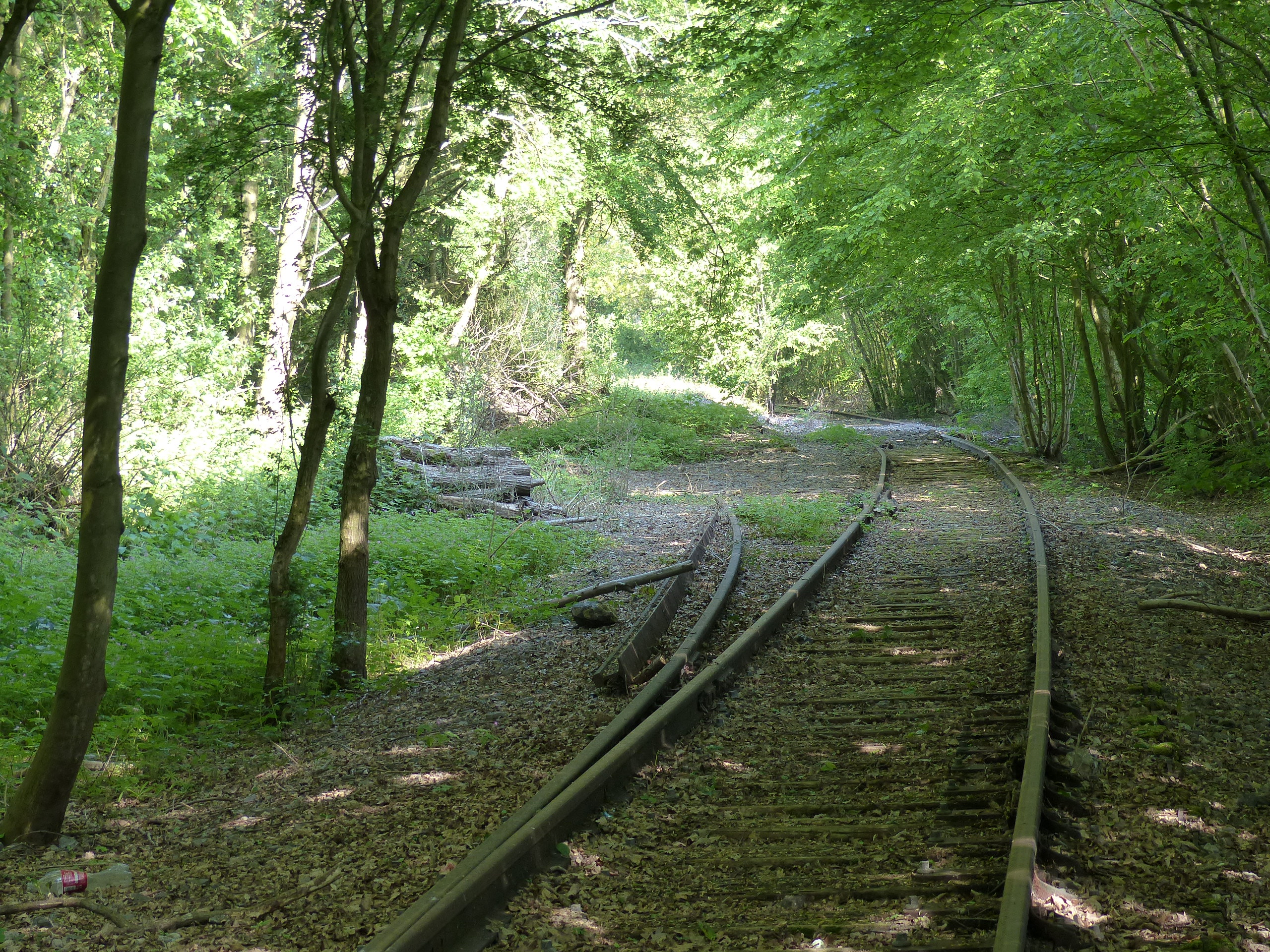
Vestiges de l'embranchement particulier de l'entreprise Comera (vers la gauche) et de la voie normale de la ligne de Saint-Omer-en-Chaussée à Vers en mai 2014, bientôt remplacée par la voie métrique du MTVS.

Dès 1866 avaient été lancées des études visant à relier par chemin de fer Amiens et Beauvais via Crèvecœur-le-Grand.

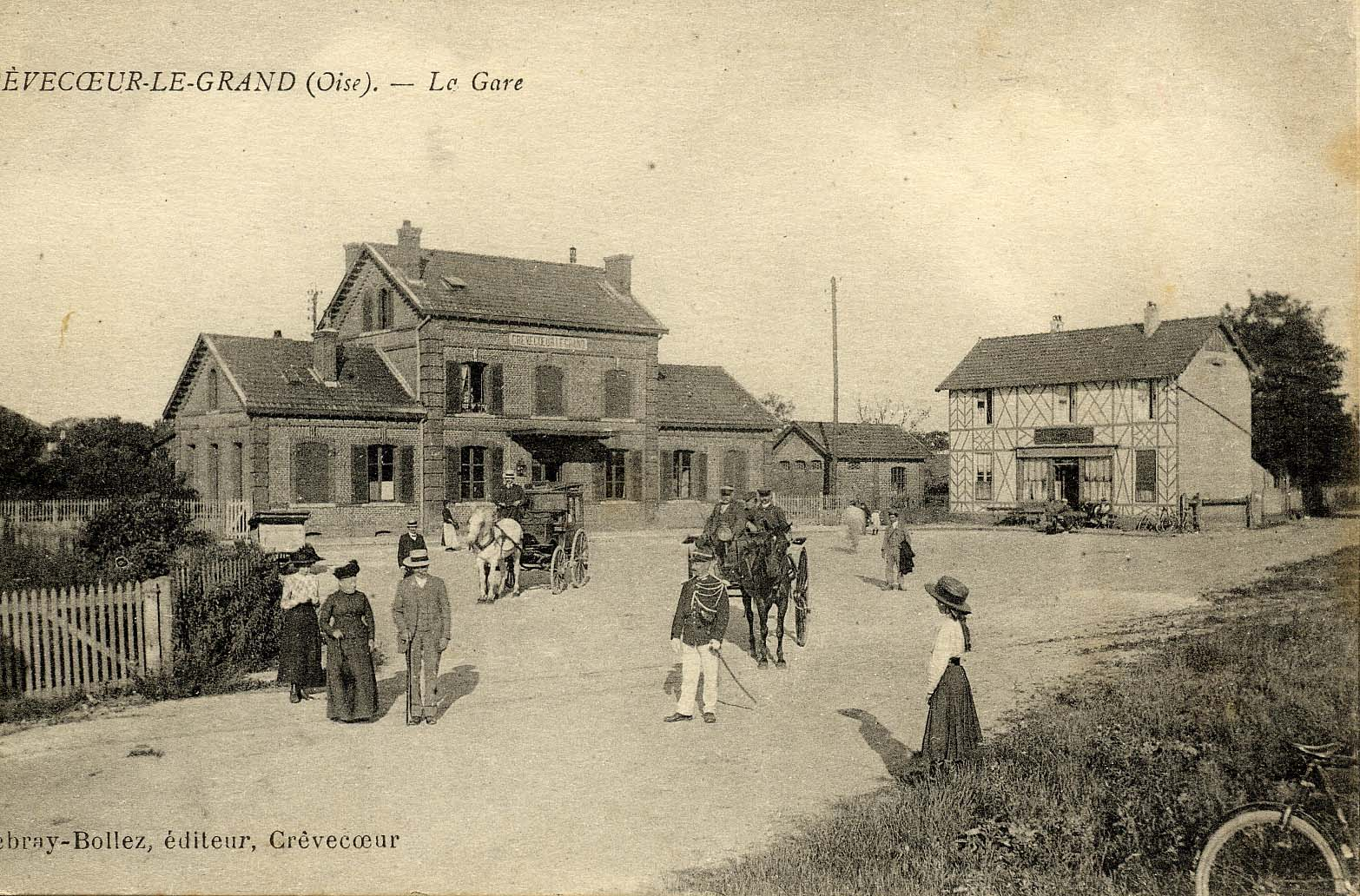
La gare de Crèvecœur-le-Grand - Exterieur de la gare.
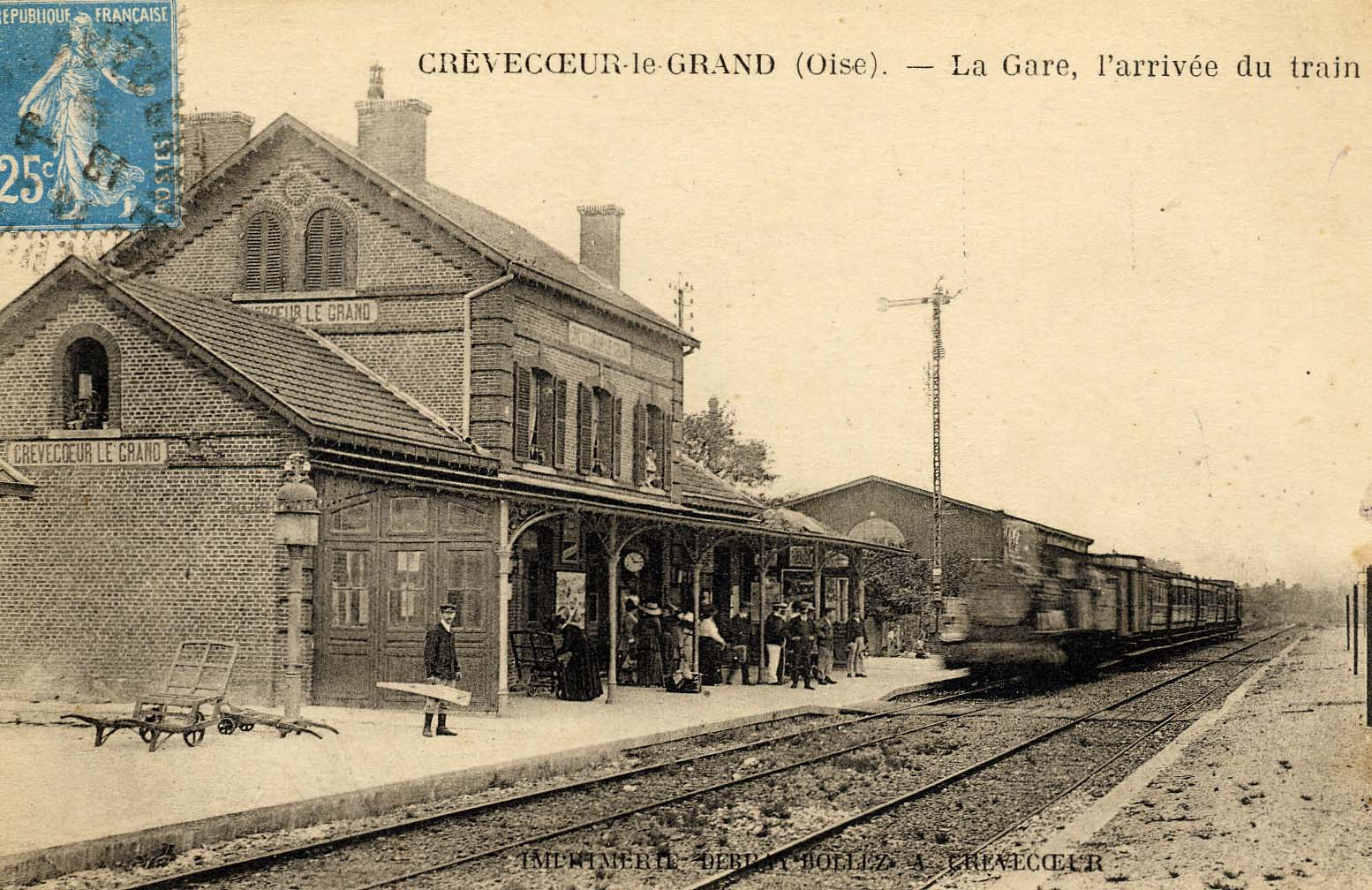
Intérieur de la gare, au temps de la Compagnie du Nord

La gare à voie normale
La ligne Beauvais - Amiens est déclarée d'utilité publique le 15 juin 1872. Crèvecœur-le-Grand se trouvait sur le tronçon de Saint-Omer-en-Chaussée à Conty qui fut ouvert le 15 avril 1876.
Durant la Première Guerre mondiale, la gare vit passer de nombreux transports de troupes français, qui alimentaient le front, notamment pendant la bataille de la Somme
La gare à voie métrique
Par ailleurs, une voie ferrée d'intérêt local à voie normale avait été concédée le 7 septembre 1881 par le Conseil général de l'Oise entre Granvilliers et Estrées-Saint-Denis par Crèvecœur-le-Grand mais le concessionnaire, M. Caille, fit faillite, et le repreneur, M. Lambert, avait limité la ligne à voie métrique qu'il comptait réaliser de Estrées-Saint-Denis à Froissy. Ce nouveau projet fut déclaré d'utilité publique le 26 août 1887 et la concession accordée pour 99 ans. Cette ligne fut mise en service en 1891.
Dès 1899, les communes de Puits-la-Vallée, Francastel, Lachaussée-du-Bois-d'Écu et d'Ourcel-Maison demandent le prolongement de la ligne jusqu'à Crèvecœur, qui ne fut déclaré d'utilité publique le 14 avril 1908. La compagnie, qui avait son siège au 18 rue de Dunkerque à Paris, c'est-à-dire dans les locaux de la Compagnie des chemins de fer du Nord modifia alors son nom d'EF (Chemin de fer d'Estrées à Froissy) en compagnie du Chemin de fer d'Estrée à Froissy et Crèvecœur (EFC). Ce prolongement, construit et équipé par le Département avec une subvention de l'État et exploité par la Compagnie, ouvrit le 21 mai 1911. En revanche, les prolongements envisagés de Crèvecœur-le-Grand à Grandvilliers ou à Marseille-en-Beauvaisis n'aboutirent jamais.
L'exploitation se faisait aux risques et périls de la Compagnie, au moyen d'une redevance payée par le Département (outre les investissements de la ligne) proportionnelle au nombre de trains circulant sur la ligne et aux recettes commerciales encaissées par le Département
Un faisceau d'échange fut naturellement établi à Crèvecœur, afin de permettre les transits de marchandises entre les deux réseaux.
Horaires des deux lignes en 1938
La coordination des transports

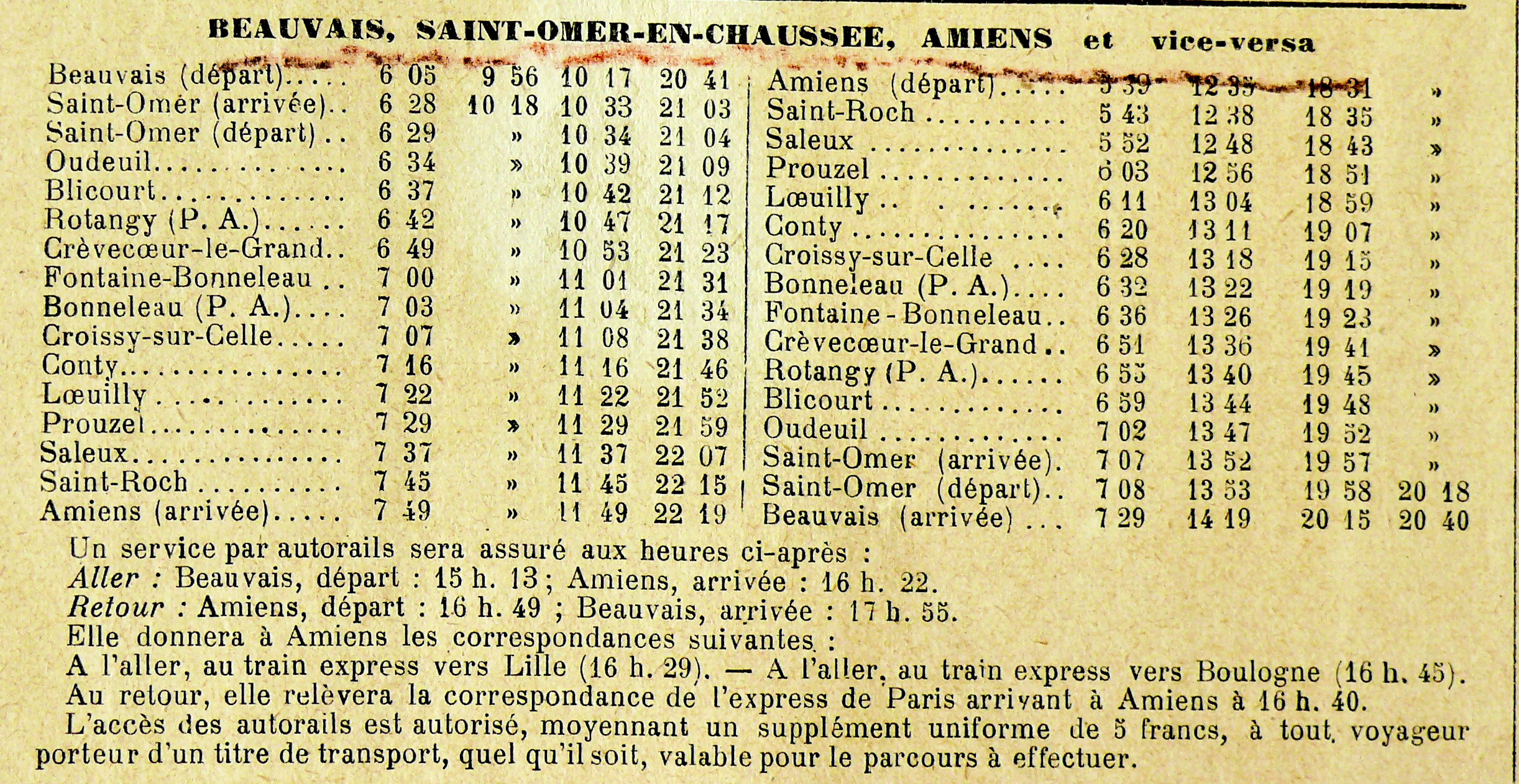
Les horaires Beauvais-Amiens en 1938

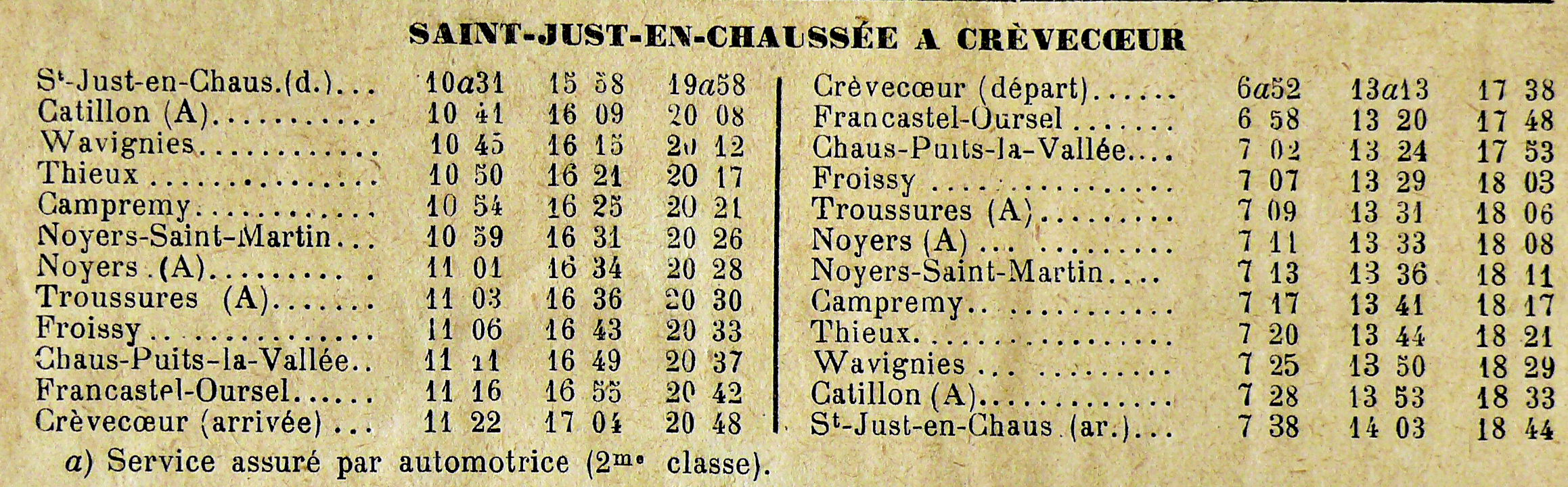
Les horaires de l'EFC en 1938.

Dans le cadre de la coordination des transports, le service voyageur entre Saint-Omer-en-Chaussée et Vers-sur-Selles a été transféré sur route le 9 janvier 1939, mais a repris du printemps 1942 à la Libération en raison de la pénurie d'essence et du bombardement du viaduc de Poix sur la ligne Amiens - Rouen.
La fin du service public
Comme pour la quasi-totalité des réseaux de chemins de fer secondaires, l'inflation qui suivit la Première Guerre mondiale et la montée de la concurrence routière dès l'entre-deux-guerres rendit très difficile l'équilibre économique des lignes, qui essayèrent de l'améliorer en remplaçant les lourds et lents trains à vapeur par des dessertes par autorails, plus rapide, la traction vapeur se cantonnant principalement aux trains de marchandises ou aux dessertes de marchés, où les autorails n'avaient pas la capacité suffisante. La ligne Beauvais - Amiens bénéficia d'autorails en 1935
La Compagnie générale de voies ferrées d'intérêt local, dite CGL ou CGVFIL, qui avait remplacé l'EFC en 1920 ferma le tronçon Francastel-Ourcel - Crèvecœur-le-Grand en 1953 pour les voyageurs et en 1961 pour les marchandises (le trafic de betteraves durant les campagnes betteravières ayant permis le maintien de la ligne durant ces quelques années).

L'horaire du service d'hiver de 1958 indique que Crèvecœur-le-Grand était desservie par :
- 4 autocars des Courriers automobiles picards (à l'aller et au retour, chaque jour) entre Beauvais et Amiens (alors que la desserte ferroviaire n'assurait que trois allers-retours journaliers) ;
- 1 autocar le jeudi (jour de marché à Crèvecœur-le-Grand) :
  - partant de Froissy à 13:00  et arrivant à Crèvecœur à 13:25
  - avec retour partant de Crèvecœur-le-Grand à 16:32, arrivant à Froissy à 16:58 et à 17:53 à Saint-Just-en-Chaussée (soit  1 heure 21 minutes pour parcourir 33 km !)

Le tronçon entre Crèvecœur-le-Grand et Conty a été fermé au trafic marchandises en 1969 ; celui entre Crèvecœur-le-Grand et Saint-Omer-en-Chaussée le fut au début des années 1990.

### Musée et chemin de fer touristique

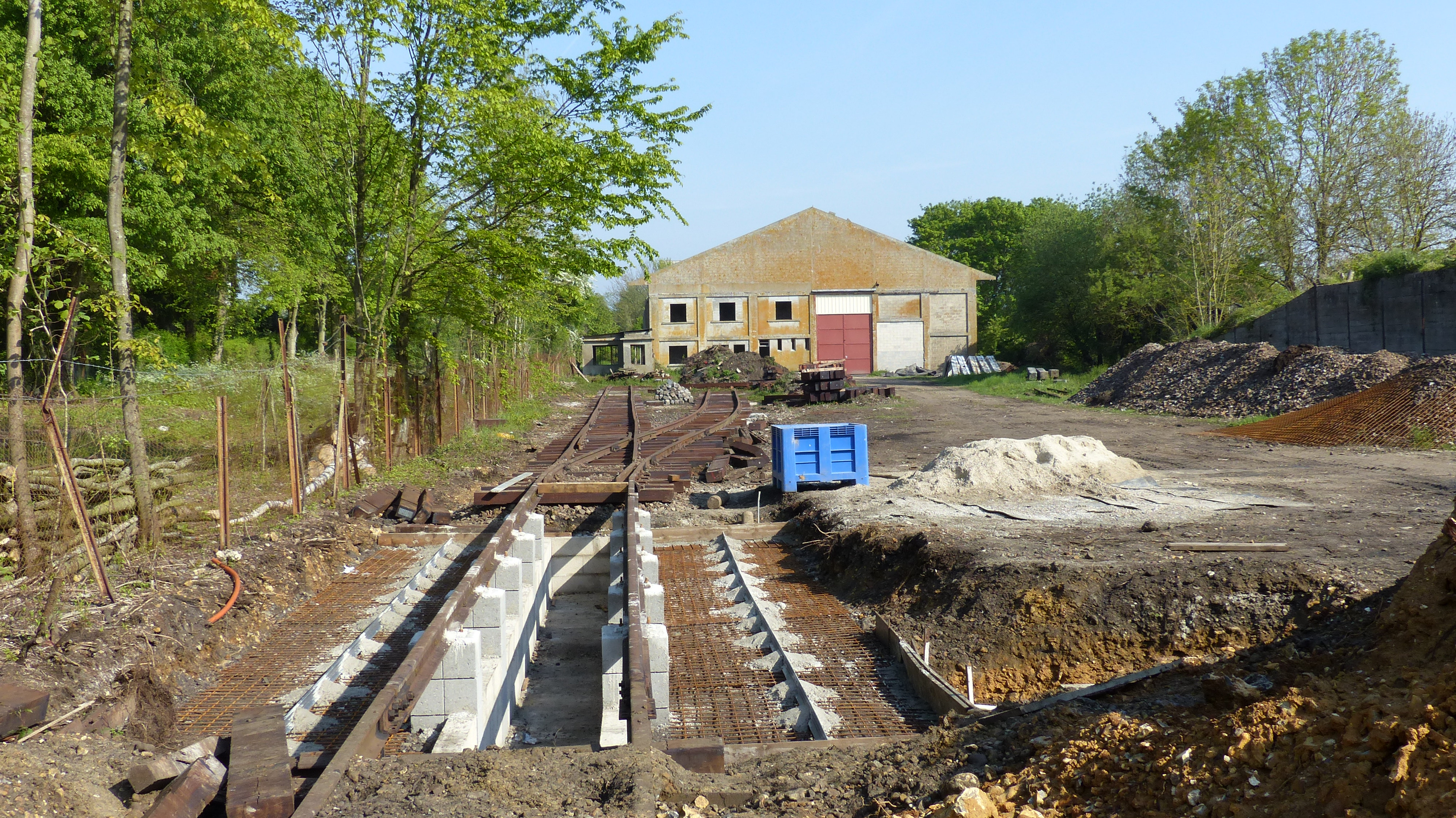
Premiers travaux d'installations du nouveau musée du MTVS en mai 2014

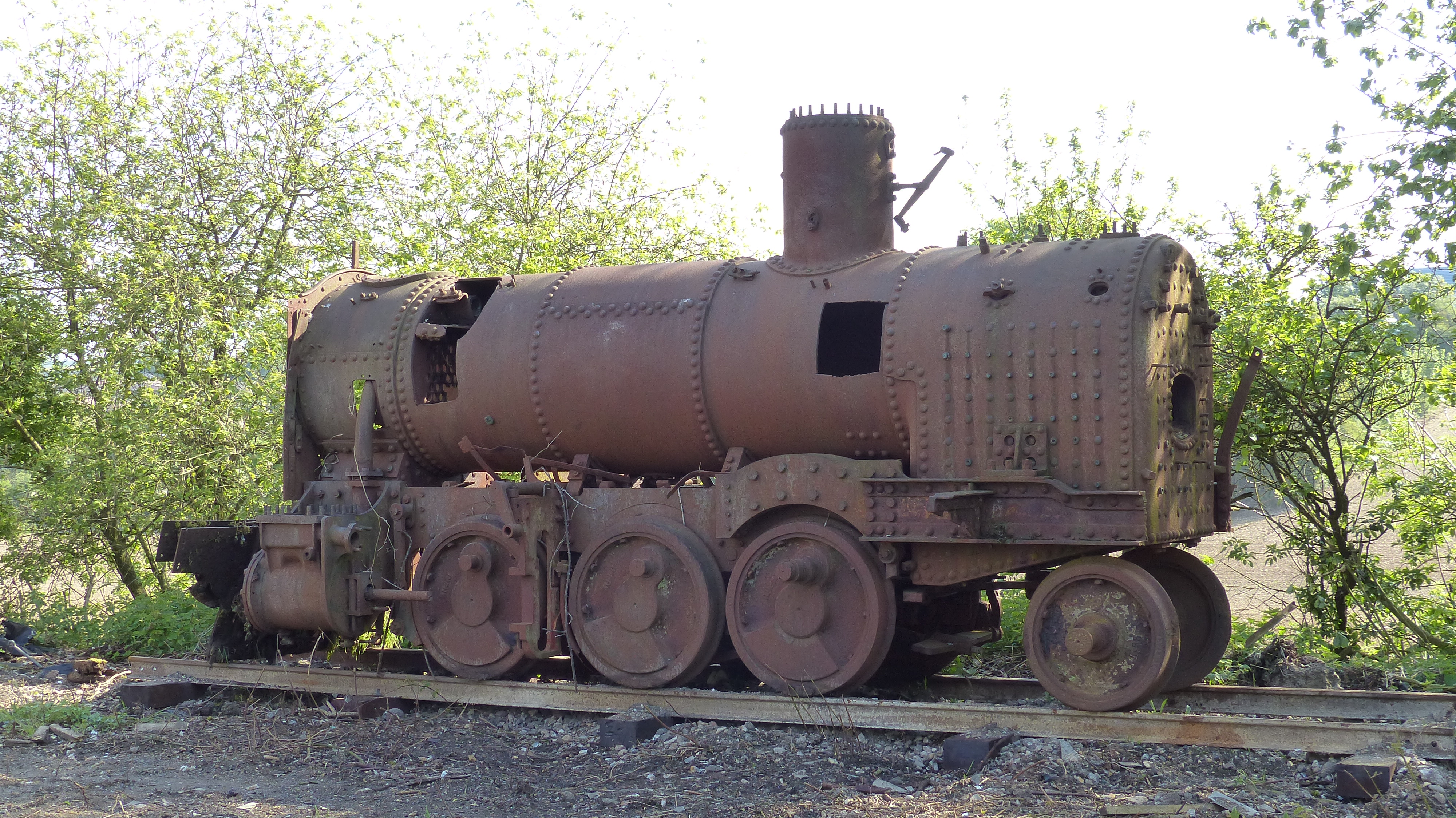
La première pièce de la collection du MTVS transférée à Crèvecœur : les vestiges de la locomotive 031T no 12 construite par Schneider en 1891 pour les CDCO et récupérée chez le ferrailleur Vaillant à Saint-Valery-sur-Somme.

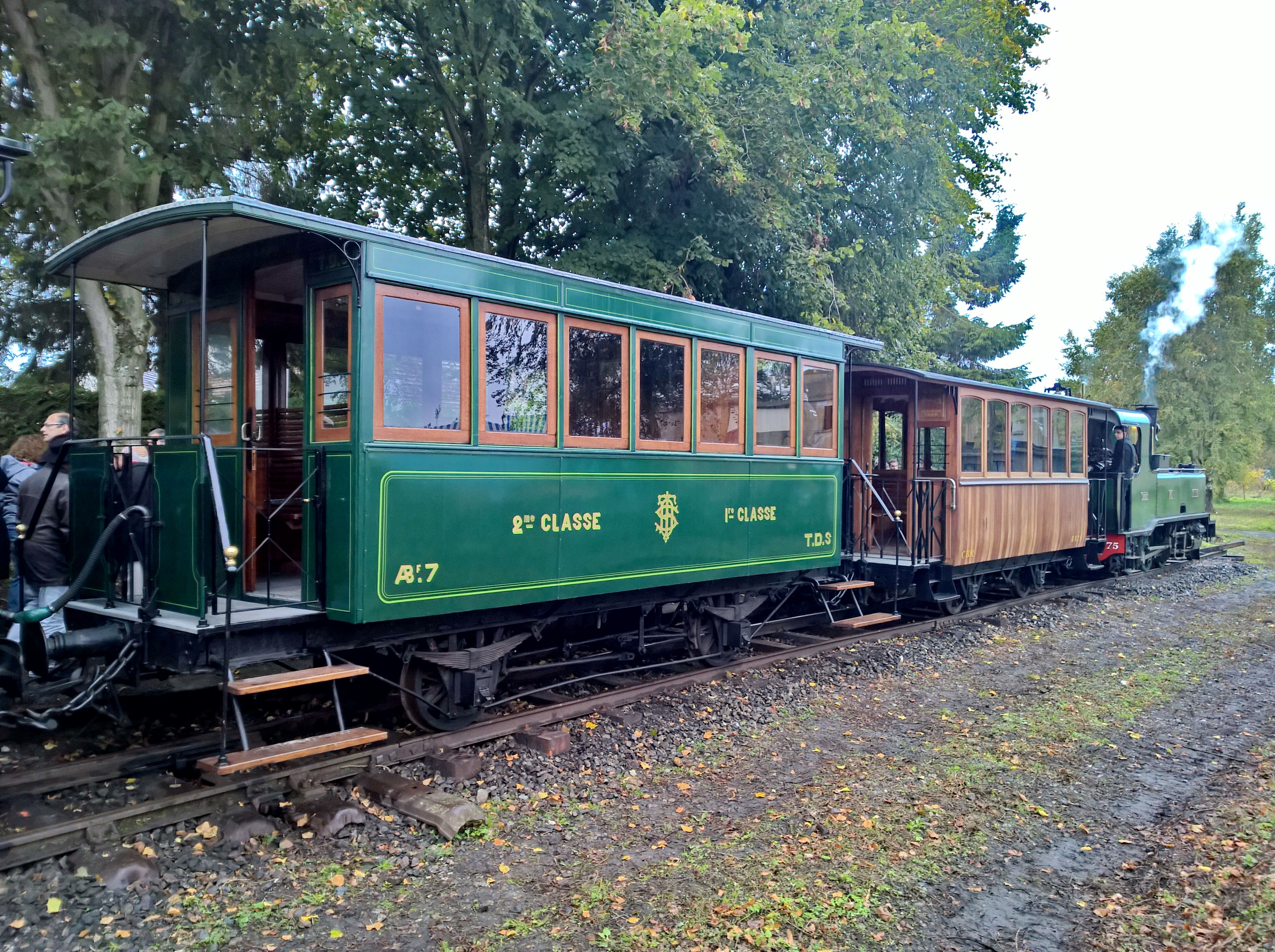
Le train inaugural du 17 octobre 2015, constitué d'une locomotive et de 3 voitures, toutes classées monument historique.

Le Musée des tramways à vapeur et des chemins de fer secondaires français, actuellement situé à Butry-sur-Oise, a entamé en 2013 la remise en état d'installations ferroviaires de la gare afin d'y accueillir ses collections et y établir une ligne de chemin de fer touristique à voie métrique entre Crèvecœur et Saint-Omer-en-Chaussée,.
Le transport des matériels a commencé à l'été 2014 dans un bâtiment, un ancien hangar à engrais de la partie marchandises de l’ancienne gare. Ce bâtiment a été cédé par la Commune à la Communauté de communes de Crèvecœur le Grand Pays Picard A16 Haute Vallée de la Celle, qui l'a rénové en y recréant une toiturepour un coût estimé de 334 000 € HT. Les bénévoles de l'association, après avoir défriché la zone, ont commencé à construire des installations à voie métrique, ce qui leur ont permis de retrouver une ancienne fosse de visite de la ligne Estrées-Saint-Denis - Froissy - Crèvecœur-le-Grand (EFC), l'unique vestige à Crèvecœur de cette ligne.

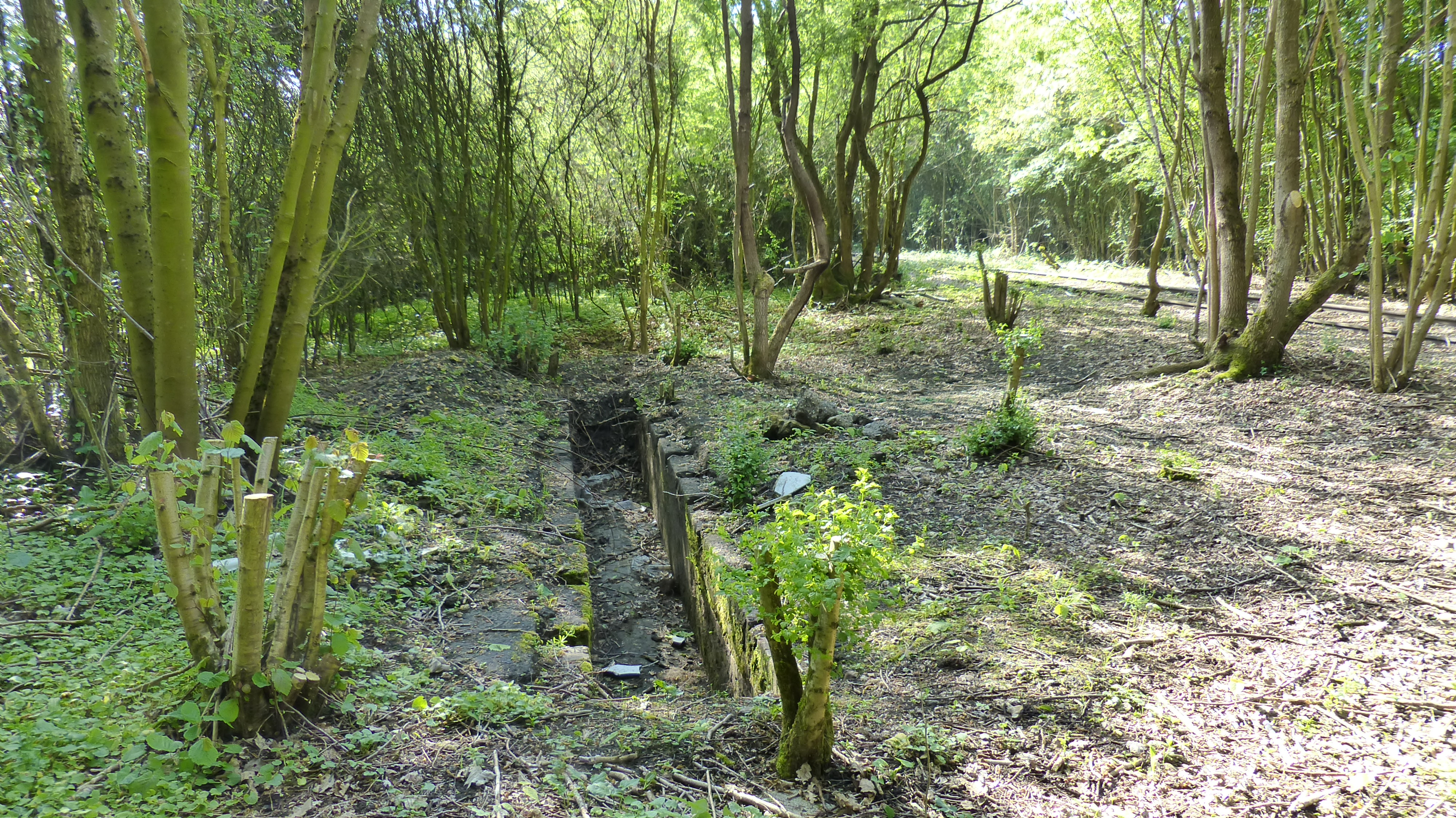
La fosse de visite de l'EFC, retrouvée lors du défrichage du terrain du futur musée.
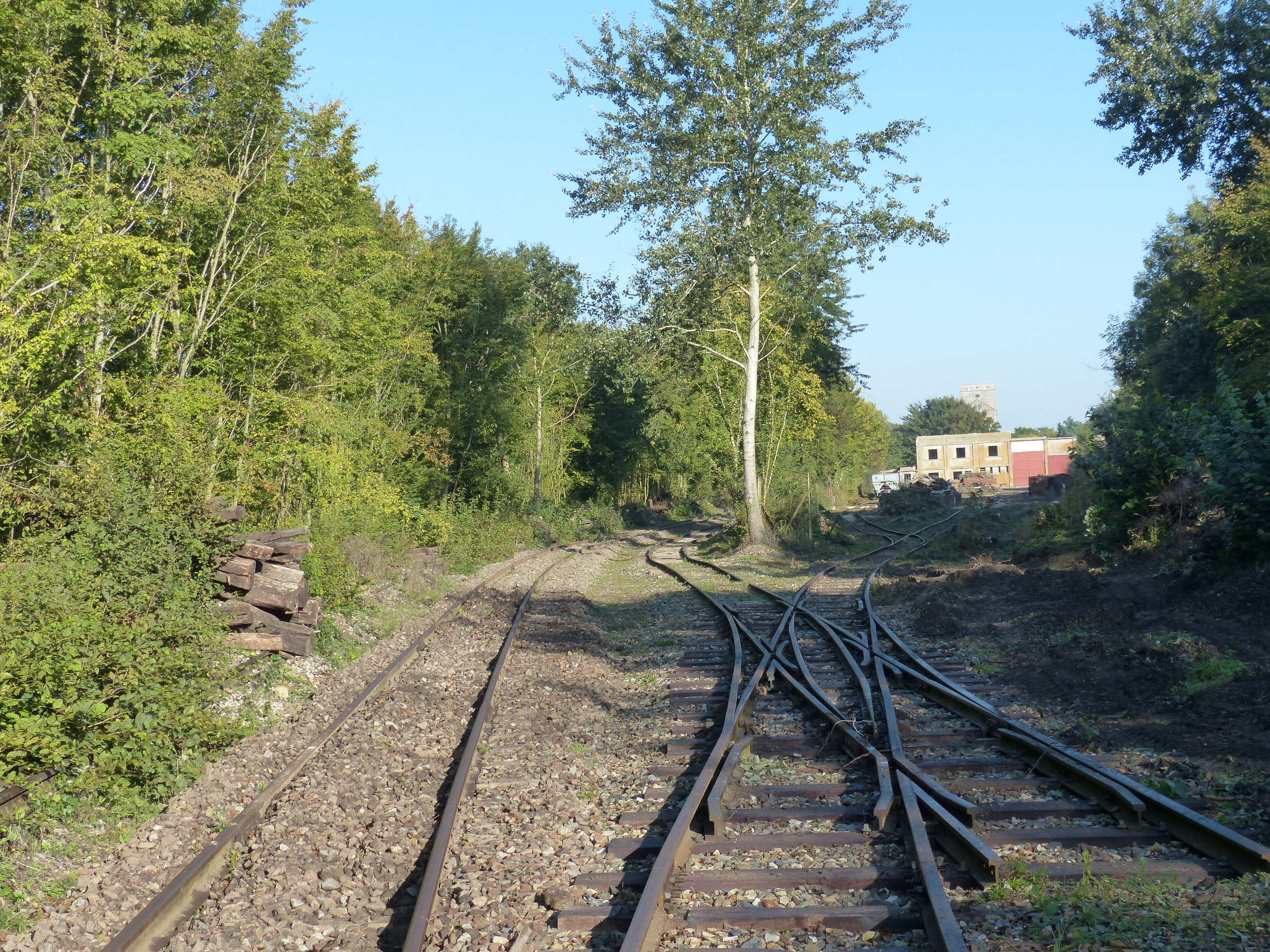
Les nouvelles installations de l'avant-gare de Crèvecœur, en septembre 2015 : à gauche la voie principale, au centre la voie de manœuvre avec la traversée jonction double donnant accès, à droite, à l'atelier.
Tracé de la ligne entre Crèvecœur-le-Grand et Saint-Omer-en-Chaussée.

Cette ligne à voie métrique a vocation à s'étendre à terme sur 12 km jusqu'à Saint-Omer-en-Chaussée, Une autorisation a été obtenue, auprès du service technique des remontées mécaniques et des transports guidés (STRMTG), pour la reconstruction jusqu'à la gare de Rotangy avec la recréation d'un passage à niveau sur la RD 149,. Un premier tronçon de 0,4 km a été mis en service en octobre 2015,. Le chantier de reconstruction de la ligne s'est poursuivi en 2016 et a permis d'atteindre la RD 149, sur 1,6 km environ. Les premières circulations régulières ont eu lieu en 2017. En 2018 les défrichages entre la RD149 et la gare de Rotangy sont entrepris.

## Service des voyageurs

### Accueil
Gare MTVS, elle dispose d'une billetterie permettant l'achat des titres de transport, ouverte les jours de circulation des trains.

### Desserte
Crèvecœur-le-Grand est desservie par des trains touristiques de la ligne du Train à vapeur du Beauvaisis à destination de Rotangy.

### Intermodalité
Un parking pour les véhicules est aménagé. Un arrêt de car situé en centre-ville permet la correspondance avec la ligne 44-45 du réseau interurbain de l'Oise.

## Voie verte

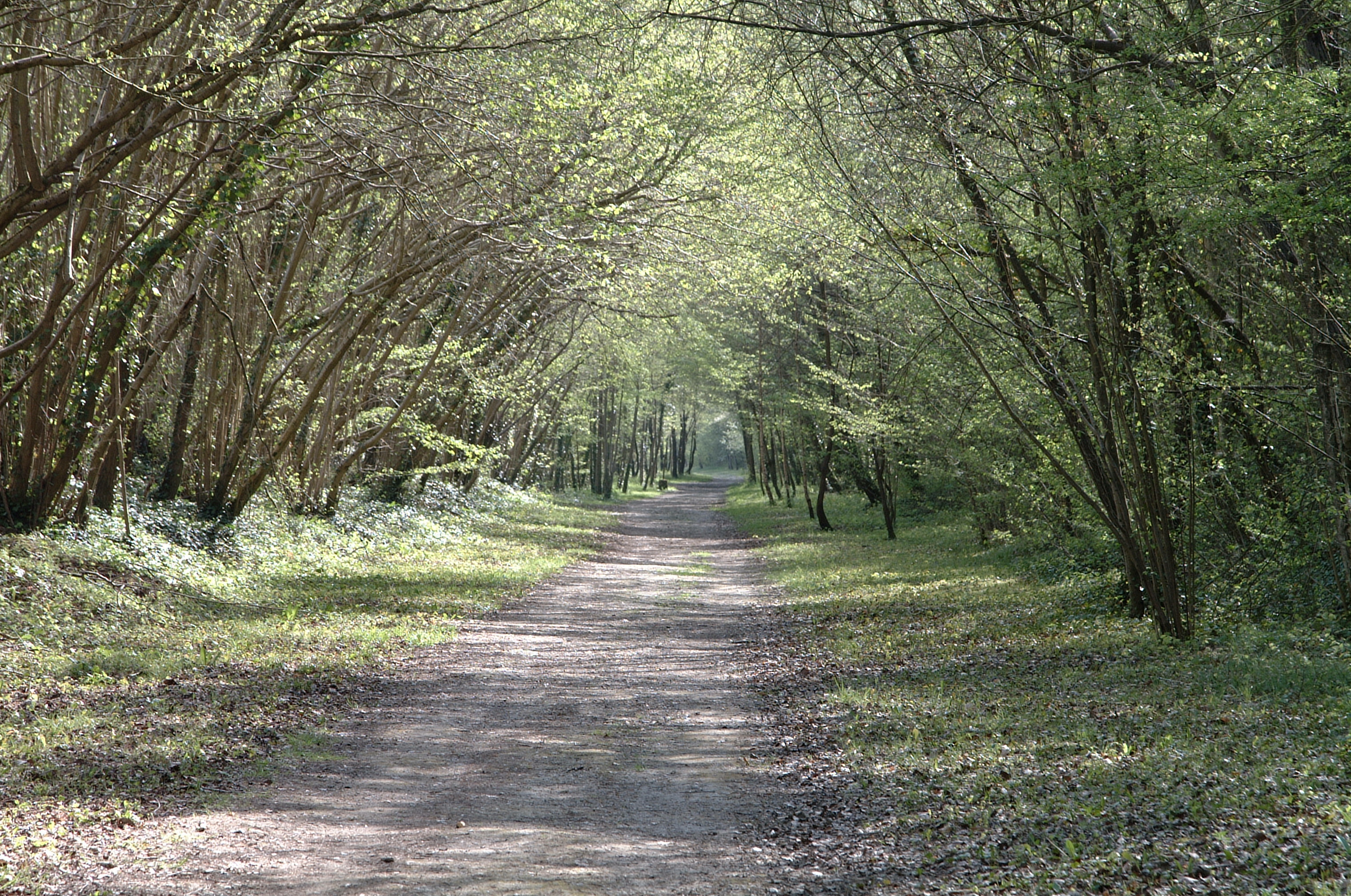
La Coulée verte, au nord de Crèvecœur, vers Fontaine-Bonneleau.

La plate-forme ferroviaire au nord de Crèvecœur-le-Grand a été déferrée et transformée en chemin de promenade sous le nom de coulée verte.